# 3903 Kliment Ohridski
3903 Kliment Ohridski è un asteroide della fascia principale. Scoperto nel 1987, presenta un'orbita caratterizzata da un semiasse maggiore pari a 2,9308758 au e da un'eccentricità di 0,0809048, inclinata di 1,31109° rispetto all'eclittica.
L'asteroide è dedicato al vescovo macedone Clemente di Ocrida.